# Siphonacme pseustes
Siphonacme pseustes är en mångfotingart som först beskrevs av Chamberlin 1923.  Siphonacme pseustes ingår i släktet Siphonacme och familjen Siphonophoridae. Inga underarter finns listade i Catalogue of Life.